# FSV Erlangen-Bruck
Der FSV Erlangen-Bruck (vollständig: Fußball- und Sportverein Erlangen-Bruck e. V.) ist ein Mehrspartenverein mit rund 1.100 Mitgliedern aus der mittelfränkischen Universitätsstadt Erlangen. Der Verein wurde 1916 in der damals noch selbständigen Gemeinde Bruck gegründet. Neben der Fußballabteilung werden in dem Verein auch die Sportarten Badminton, Sportkegeln, Tennis, Tischtennis, Turnen/Gymnastik, Volleyball und Wandern angeboten.

## Geschichte
Der Verein wurde im Jahr 1916 unter dem Namen 1. FC Markt Bruck gegründet und erhielt Mitte der 1920er Jahre nach der Eingemeindung von Bruck in die Stadt Erlangen den Ortszusatz Erlangen-Bruck. Im März 1946 Kriegsende schloss sich der Verein mit den beiden Turnvereinen Turnverein 1861 Erlangen-Bruck und Freie Arbeiterturnerschaft Erlangen-Bruck unter dem heutigen Namen zusammen. Obwohl sich die beiden Turnvereine 1949 wieder vom FSV trennten, blieb dieser unter dem neuen Namen bestehen.
Im Fußball zählt der Verein zu den konstanten Größen in Mittelfranken. Seit Beginn der 1950er Jahre spielte er mit kleinen Unterbrechungen in der Bezirksliga, ab 1996 in der Bezirksoberliga. 2004 gelang erstmals der Aufstieg in die Landesliga, die zweithöchste bayerische Amateurspielklasse. Dort etablierte sich der Verein auf Anhieb als Spitzenteam und verfehlte in den Saisons 2005/06 und 2006/07 den Aufstieg jeweils nur knapp. Schließlich gelang 2008 mit dem Aufstieg in die Bayernliga der bislang größte Erfolg in der Vereinsgeschichte. Dort wurde der FSV in der ersten Spielzeit gleich Fünfter. 2009 gelang dem Verein mit Tomáš Galásek, dem ehemaligen Kapitän der tschechischen Nationalmannschaft, ein spektakulärer Neuzugang. In der Saison 2011/12 sollte eigentlich der Aufstieg in die neugegründete Regionalliga Bayern erfolgen, allerdings geriet der Verein durch falsch berechnete Sozialversicherungsbeiträge und fingierte Sponsorenverträge in eine finanzielle Schieflage, die am Ende zum Verzicht auf den möglichen Aufstieg führten. Kurzzeitig hatte sogar die Insolvenz im Raum gestanden. Unter dem neuen Trainer Normann Wagner startete man in der Bayernliga Nord einen geordneten Neuanfang ohne große finanzielle Aufwendungen. 2015 erfolgte der Abstieg in die Landesliga Nordost. 2017 kehrte die Mannschaft in die Bayernliga zurück, musste aber im Jahr 2019 erneut den Abstieg in der Relegation gegen den 1. FC Sand hinnehmen und spielt jetzt wieder in der Landesliga Nordost.
Die Kegelabteilung wurde 1969 gegründet. Nach kontinuierlichen Aufstiegen gelang der 1. Herrenmannschaft 2001 der Aufstieg in die 2. Bundesliga. Der Klassenerhalt konnte zwar nicht geschafft werden. Doch seitdem tritt die Mannschaft in der drittklassigen Bayernliga an.

## Erfolge
- Aufstieg der Fußballabteilung in die Bayernliga: 2008, 2017
- 1. Platz bei der Deutschen A-Jugend-Meisterschaft im Sportkegeln: Andreas Wendel, 1991